# Sihoce

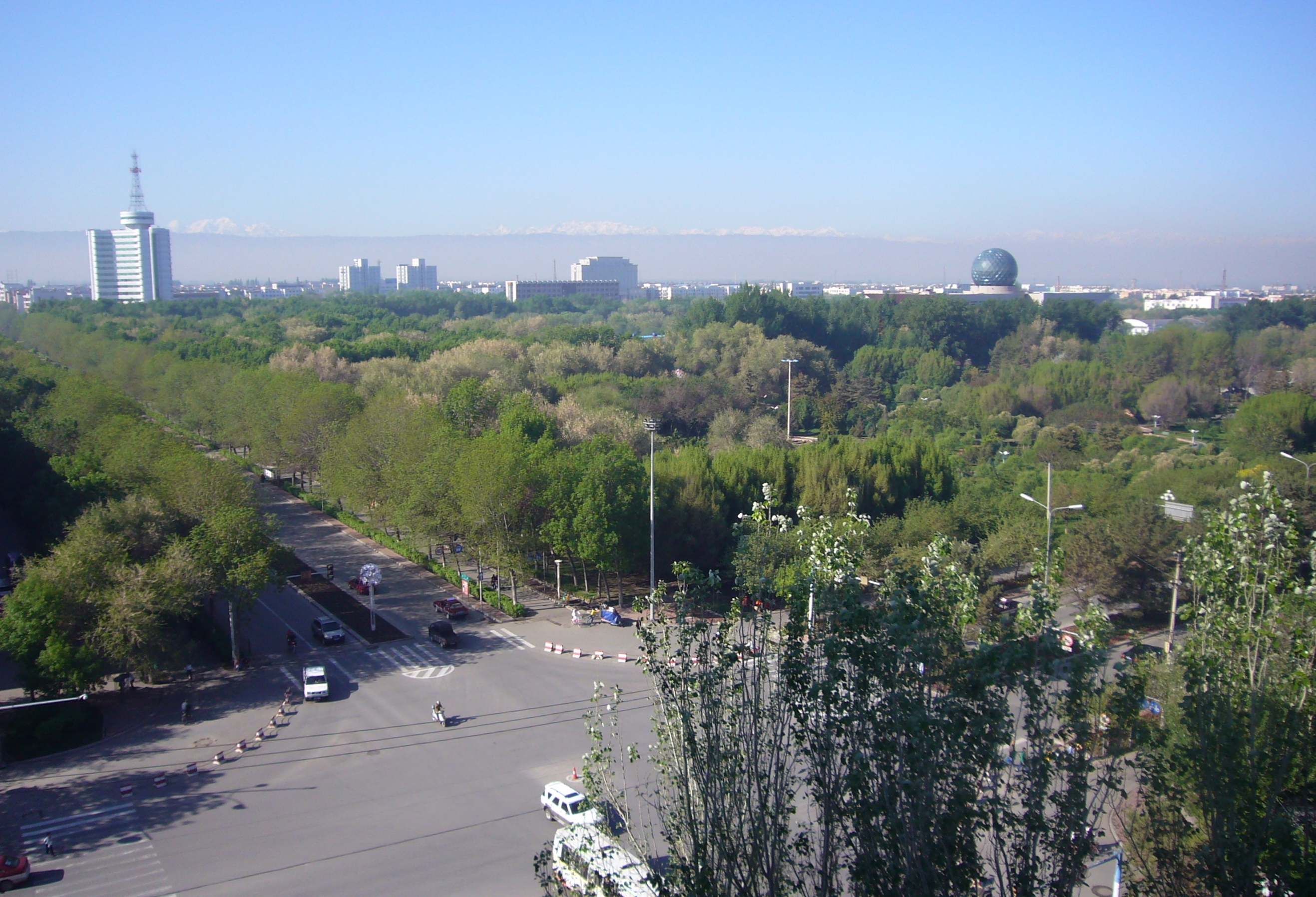
Sihoce látképe

Sihoce egy alprefektúra-szintű város Kína északi részén, Hszincsiang Ujgúr Autonóm Területen. A város története szorosan összefonódik a régió fejlesztésével és a szovjet stílusú tervezéssel.

## Története
Shihezi-t a 20. század közepén alapították, mint egy kísérleti mezőgazdasági központot, amely a sivatagos területek hasznosítását célozta. A várost szigorú, rácsos utcahálózattal tervezték, modern épületekkel és zöldterületekkel. Ez a szovjet városépítészeti stílus hatására jött létre, és ma is meghatározza a város arculatát.

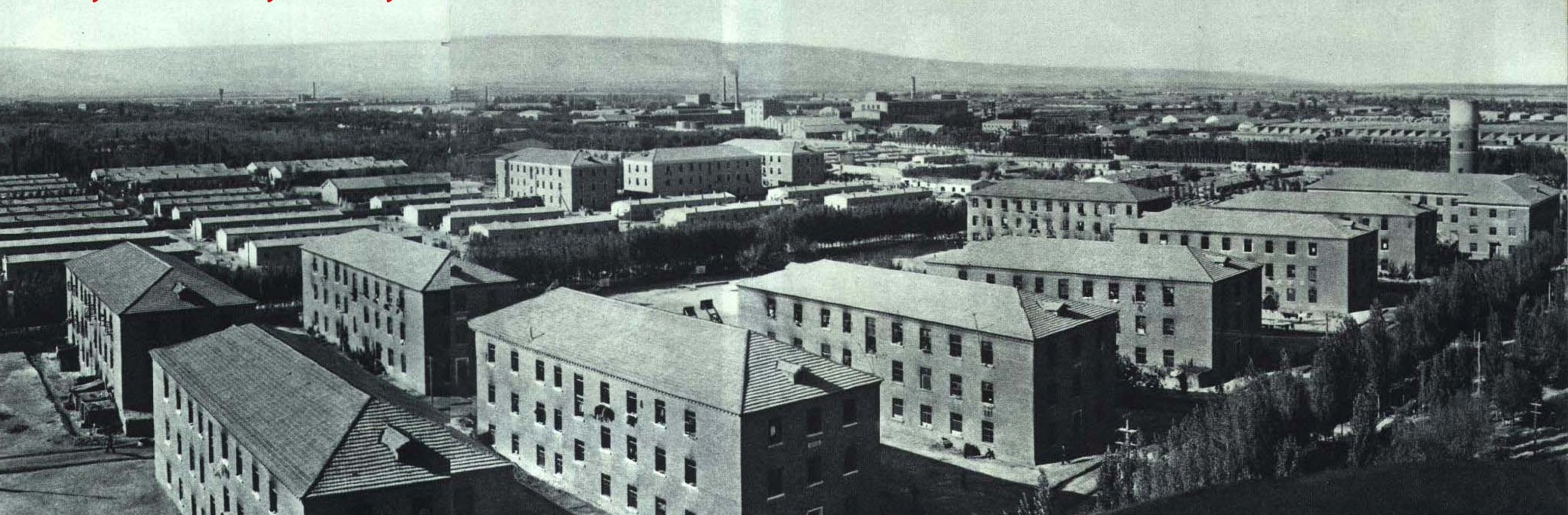
Shihezi az 1960-as években

A Shihezit körülvevő gazdaságok elősegítették a város fejlődését azáltal, hogy anyagokat gyártottak a gyárak számára, amelyek a város gazdasági mozgatórugói voltak. 1974-ben Shihezi városi rangot 

## Demográfia
Shihezi lakossága rendkívül sokszínű, számos etnikum képviselteti magát itt, köztük han kínaiak, ujgurok, kazakok és más kisebbségek. Ez a multikulturális jelleg a város kulturális életét is gazdagítja.
| Hovatartozás    | Népesség | %      |
| --------------- | -------- | ------ |
| Hanok           | 349,149  | 91.85% |
| Hujok           | 15,092   | 3.97%  |
| Ujgurok         | 7,574    | 1.99%  |
| Kazakok         | 3,042    | 0.80%  |
| Tuicsák         | 1,500    | 0.39%  |
| Mongolok        | 624      | 0.16%  |
| Mandzsuk        | 620      | 0.16%  |
| Kirgizek        | 319      | 0.08%  |
| Tunghsziangok   | 306      | 0.08%  |
| Hszipok         | 157      | 0.04%  |
| Oroszok         | 138      | 0.04%  |
| Egyéb           | 1,609    | 0.43%  |
| Teljes Népesség | 380,130  | 100%   |

## Gazdasága
Shihezi megalapításakor a fő cél a sivatagos területek hasznosítása volt. A város alapítói modern öntözőrendszereket építettek, és a legújabb mezőgazdasági technikákat alkalmazták. Ennek köszönhetően a korábban terméketlen földek termékeny oázissá alakultak.
A város környékén nagyüzemi gazdálkodás folyik, főként pamut, búza, cukorrépa és gyümölcs termesztésével foglalkoznak. A modern technológiáknak köszönhetően a termésátlagok magasak, és a termékek kiváló minőségűek.
Az elmúlt évtizedekben Shihezi gazdasága diverzifikálódott. A mezőgazdaság mellett az ipar és a szolgáltatások is jelentős szerepet játszanak. A városban számos könnyűipari üzem működik, amelyek textiliákat, élelmiszereket és építőanyagokat állítanak elő. A szolgáltatási szektorban a kereskedelem, a szállítás és a turizmus a legjelentősebb ágazatok.
A Gazdaság Motorjai:
- A Xinjiang Production and Construction Corps (XPCC): Ez a katonai-gazdasági szervezet kulcsfontosságú szerepet játszik Shihezi gazdaságában. Az XPCC irányítja a városban található nagyüzemeket, és támogatja a mezőgazdasági fejlesztéseket.
- A Shihezi Egyetem: Az egyetem nemcsak a régió szakembereinek képzésében játszik fontos szerepet, de számos kutatási projektben is részt vesz, amelyek a város gazdaságát szolgálják.

Shihezi továbbra is szembesül számos kihívással, például a klímaváltozás hatásaival és a környezetszennyezéssel. Ugyanakkor a városban számos lehetőség is rejlik. A selyemút gazdasági övezetének részeként Shihezi fontos szerepet játszhat a régió gazdasági fejlődésében. A város vezetése a fenntartható fejlődésre törekszik, és olyan iparágak fejlesztését támogatja, amelyek kevésbé terhelik a környezetet.
Shiheziben található a Daqo New Energy Corp. poliszilíciumgyára is, amely a világ egyik legnagyobb poliszilíciumgyártója

## Földrajza és Éghajlata
Shihezi földrajza egyedülálló és érdekes. A sivatagi környezet és az emberi beavatkozás egy olyan várost eredményezett, amely a világ egyik legkülönlegesebb helye. A város a Tien Shan-hegység középső részének északi lábánál található, körülbelül 136 kilométerre Ürümcsitől a régió fővárosától.
Shihezi éghajlata száraz és kontinentális, hideg telekkel és forró nyarakkal. Ez az éghajlat jelentős kihívásokat jelent a város számára, de a helyi lakosok és a városvezetés is alkalmazkodott ehhez a környezethez.
Miért fontos ez az éghajlat a város életében?
- Mezőgazdaság: Az öntözés kulcsfontosságú a mezőgazdaság számára, mivel a természetes csapadék mennyisége nem elegendő a növények számára.
- Építészet: Az épületeket úgy tervezték, hogy ellenálljanak a szélsőséges időjárási viszonyoknak, például a nagy hőingadozásoknak és a erős szeleknek.
- Életmód: A helyi lakosok életmódja is alkalmazkodik az éghajlathoz. Télen melegebb ruházatot viselnek, nyáron pedig védekeznek a hőség és a napsugárzás ellen.

A Manas folyó képezi a közigazgatási határt Shihezi városa és keleti szomszédja, Manas megye között. Kiterjedt tározórendszert és öntözőcsatornákat építettek ki a területen.

## Shihezi Egyetem
Az egyetem 1996-ban alakult több kisebb intézmény összevonásával. Az alapítás óta jelentős fejlődésen ment keresztül, és mára Kína egyik vezető felsőoktatási intézményévé vált. Az egyetem a "211 Projekt" része, amely a kínai kormány által támogatott program a legkiválóbb egyetemek fejlesztésére.

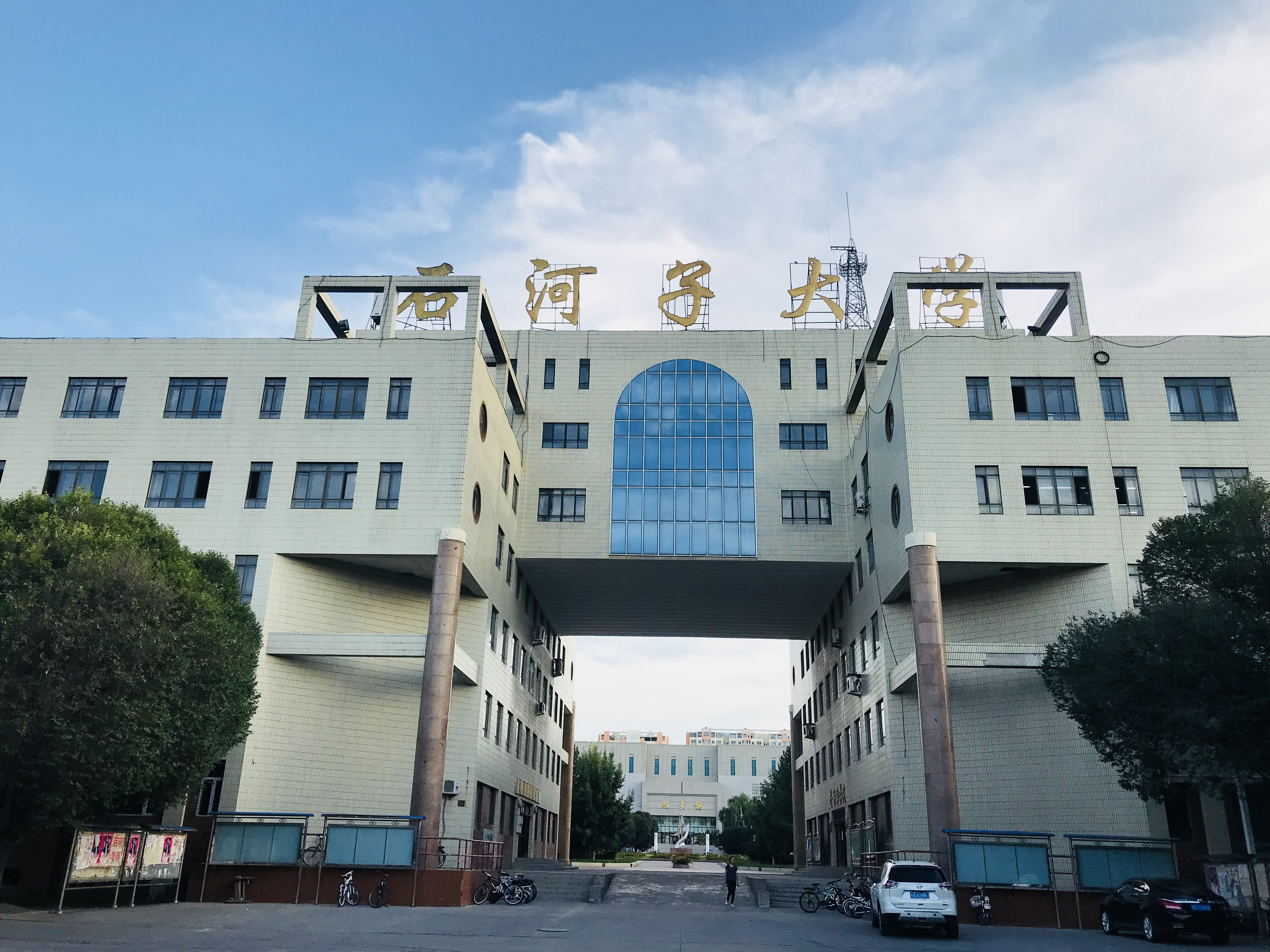
Shihezi Egyetem Főépülete

Az egyetem széleskörű képzési lehetőségeket kínál, többek között a mezőgazdaság, az orvostudomány, a természettudományok, a társadalomtudományok és a mérnöki tudományok területén. Az egyetem különösen erős az olyan területeken, mint a sivatagi ökoszisztémák kutatása, a mezőgazdasági technológiák fejlesztése és az orvosképzés.

## Tömegközlekedés

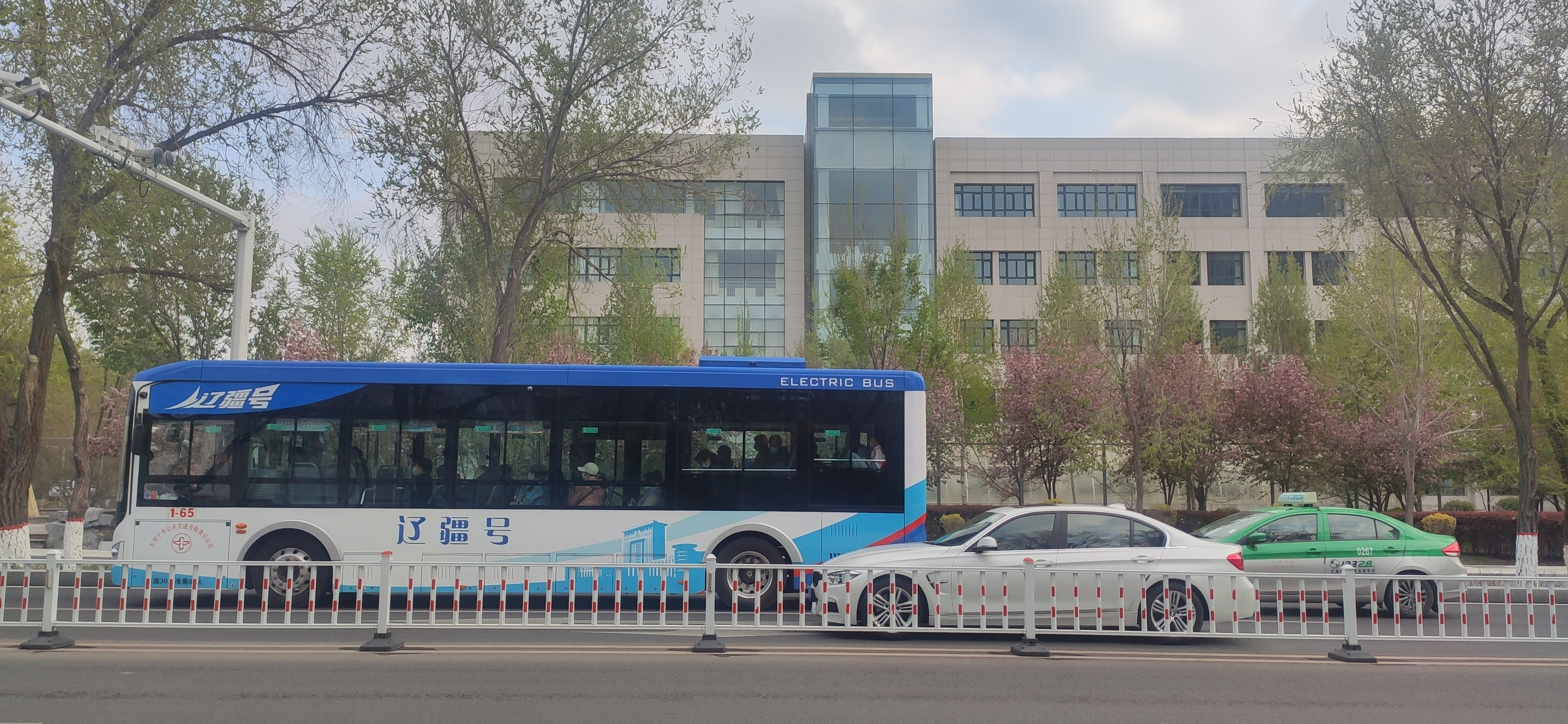
Tömegközlekedés Shiheziben

Shihezi, mint egy modern kínai város, rendelkezik jól kiépített tömegközlekedési rendszerrel, amely segít a lakosoknak és a látogatóknak könnyedén mozogni a városban és környékén.
Shihezit a 312-es kínai nemzeti autópálya és két vasútvonal szolgálja ki. A városban található Shihezi Huayuan repülőtér is.

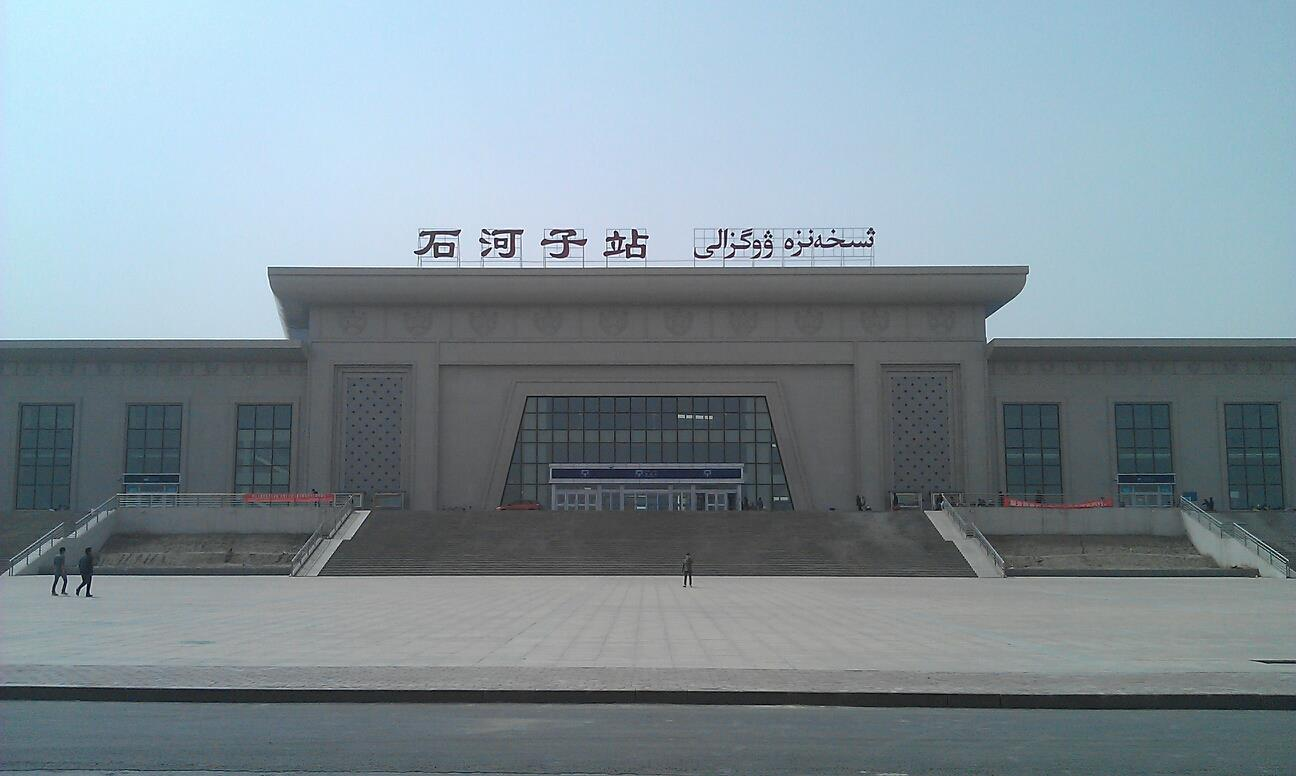
Shihezi vasútállomása